# Hiroshi Sakai
Hiroshi Sakai (jap. 坂井 浩, Sakai Hiroshi; * 19. Oktober 1976 in der Präfektur Mie) ist ein ehemaliger japanischer Fußballspieler.

## Karriere
Sakai erlernte das Fußballspielen in der Schulmannschaft der Yokkaichi Chuo Technical High School. Seinen ersten Vertrag unterschrieb er 1995 bei Bellmare Hiratsuka. Der Verein spielte in der höchsten Liga des Landes, der J1 League. Für den Verein absolvierte er 29 Erstligaspiele. 2000 wechselte er zum Zweitligisten Ōita Trinita. Ende 2000 beendete er seine Karriere als Fußballspieler.